# Rukszyszki
Rukszyszki (lit. Rukšiškė) – wieś na Litwie, w okręgu uciańskim, w rejonie ignalińskim, w gminie Ignalino.
Dawniej używana nazwa – Łukszyszki.

## Historia
W czasach zaborów zaścianek w gminie Zabłociszki, w powiecie święciańskim, w guberni wileńskiej Imperium Rosyjskiego. W 1866 roku miał 33 mieszkańców w 3 domach. Należała do dóbr skarbowych Święciany. W 1905 roku liczył 18 mieszkańców, 87 dziesięcin. Własność Urbana i Kazimirańskiego.
W dwudziestoleciu międzywojennym wieś leżała w Polsce, w województwie wileńskim, w powiecie święciańskim, w gminie Kołtyniany.
W 1931 w 11 domach zamieszkiwało 68 osób.
Miejscowość należała do parafii rzymskokatolickiej w Kołtynianach. Podlegała pod Sąd Grodzki w Święcianach i Okręgowy w Wilnie; właściwy urząd pocztowy mieścił się w Nowych Święcianach.
Od 1945 roku w Litewskiej Socjalistycznej Republice Radzieckiej.
Od 1990 na niepodległej Litwie.